# Crosby (Dakota du Nord)
Pour les articles homonymes, voir Crosby.
La ville de Crosby est le siège du comté de Divide, dans l’État du Dakota du Nord, aux États-Unis. Sa population, qui s’élevait à 1 070 habitants lors du recensement de 2010, est estimée à 1 285 habitants en 2019.

## Histoire
Crosby a été fondée en 1904 au terminus de l’embranchement d’une ligne de la Great Northern Railway qui prenait son départ à Berthold. Le nom de la localité est un hommage à l’homme d’affaires S. A. Crosby, qui a investi pour le développement de la ville.

## Démographie
| Groupe            | Crosby | Dakota du Nord | États-Unis |
| ----------------- | ------ | -------------- | ---------- |
| Blancs            | 98,1   | 90,0           | 72,4       |
| Métis             | 0,8    | 1,8            | 2,9        |
| Amérindiens       | 0,5    | 5,4            | 0,9        |
| Afro-Américains   | 0,3    | 1,2            | 12,6       |
| Asiatiques        | 0,3    | 1,0            | 4,8        |
| Autres            | 0,1    | 0,5            | 6,2        |
| Total             | 100    | 100            | 100        |
|                   |        |                |            |
| Latino-Américains | 1,9    | 2,0            | 16,7       |

Selon l’American Community Survey, pour la période 2011-2015, 93,23 % de la population âgée de plus de 5 ans déclare parler l’anglais à la maison, 3,19 % déclare parler l’allemand, 2,61 % le norvégien et 0,97 % le tagalog.
| 1910 | 1920  | 1930  | 1940  | 1950  | 1960  |
| ---- | ----- | ----- | ----- | ----- | ----- |
| 206  | 1 147 | 1 271 | 1 404 | 1 689 | 1 759 |

| 1970  | 1980  | 1990  | 2000  | 2010  | - |
| ----- | ----- | ----- | ----- | ----- | - |
| 1 545 | 1 469 | 1 312 | 1 089 | 1 070 | - |

## Économie
Des forages du gisement d’huile de schiste de Bakken ont été pratiqués sur le territoire de Crosby, entraînant un boom au début des années 2010.

## Musée
Crosby abrite le musée du comté de Divide (en),.

## Médias
L’hebdomadaire local est The Journal.

## Climat
Selon la classification de Köppen, Crosby a un climat continental humide, abrégé Dfb.